# Сектор «М»
Сектор «М» (квітень 2014 — 18 грудня 2015) — район дій сил АТО починаючи з весни 2014 року у Донецькій області в районах довкола міста Маріуполь під час Війни на сході України. Сили Сектору «Маріуполь» виконують завдання з оборони міста Маріуполь. В Секторі «Маріуполь» відбувся ряд боїв проти військ Російської Федерації та терористичних організацій. Після втрати контролю над містом весною, було проведено АТО в Маріуполі. Перша спроба 6-9 травня зазнала невдачі. 13 червня в ході проведення спецоперації Маріуполь було звільнено від терористів. З кінця серпня-початку вересня розпочалась оборона Маріуполя. 10 лютого українські підрозділи в ході наступу відсунули лінію фронту від Маріуполя та звільнили декілька населених пунктів.

## Зона Сектору «М»
Згідно з оприлюдненою картою лінії розмежування в зоні АТО Сектор «Маріуполь» займає територію Мангушського, Новоазовського та частину Нікольського і Бойківського районів.
Після наступу військ РФ і терористів в серпні-вересні 2014 року, та контрнаступу Сил АТО 10 лютого лінія зіткнення проходить починаючи від с. Широкине на узбережжі Азовського моря і далі на північ через c. Пікузи, c. Павлопіль і вздовж р. Кальміус.
18 грудня 2015 Сектор «М» було переформатовано в Оперативно-тактичне угруповання «Маріуполь», і до нього було додано населені пункти Красногорівка та Мар'їнка.
28 грудня 2015 вийшов документальний фільм Сектор «М» із циклу Місто героїв, у якому йдеться про життя прифронтових сіл з цього Сектора.

## Сили Сектору «М»
У різний час в Секторі «Маріуполь» діяли підрозділи різних силових відомств. Частини Збройних Сил України, зокрема 72-а окрема механізована бригада та 79-а окрема аеромобільна бригада брали участь як в атаках на російські і терористичні війська, так і в обороні Маріуполя. Підрозділи Нацгвардії беруть участь у бойових діях та виконують функції охорони правопорядку у звільнених населених пунктах, зокрема Полк «Азов». «Азов» брав активну участь в подіях 6-9 травня, спецоперації 13 червня та контрнаступу Сил АТО 10 лютого. Спецпідрозділи охорони громадського порядку в Україні, «Дніпро-1», «Свята Марія» забезпечують охорону правопорядку в Маріуполі.

## Перебіг подій

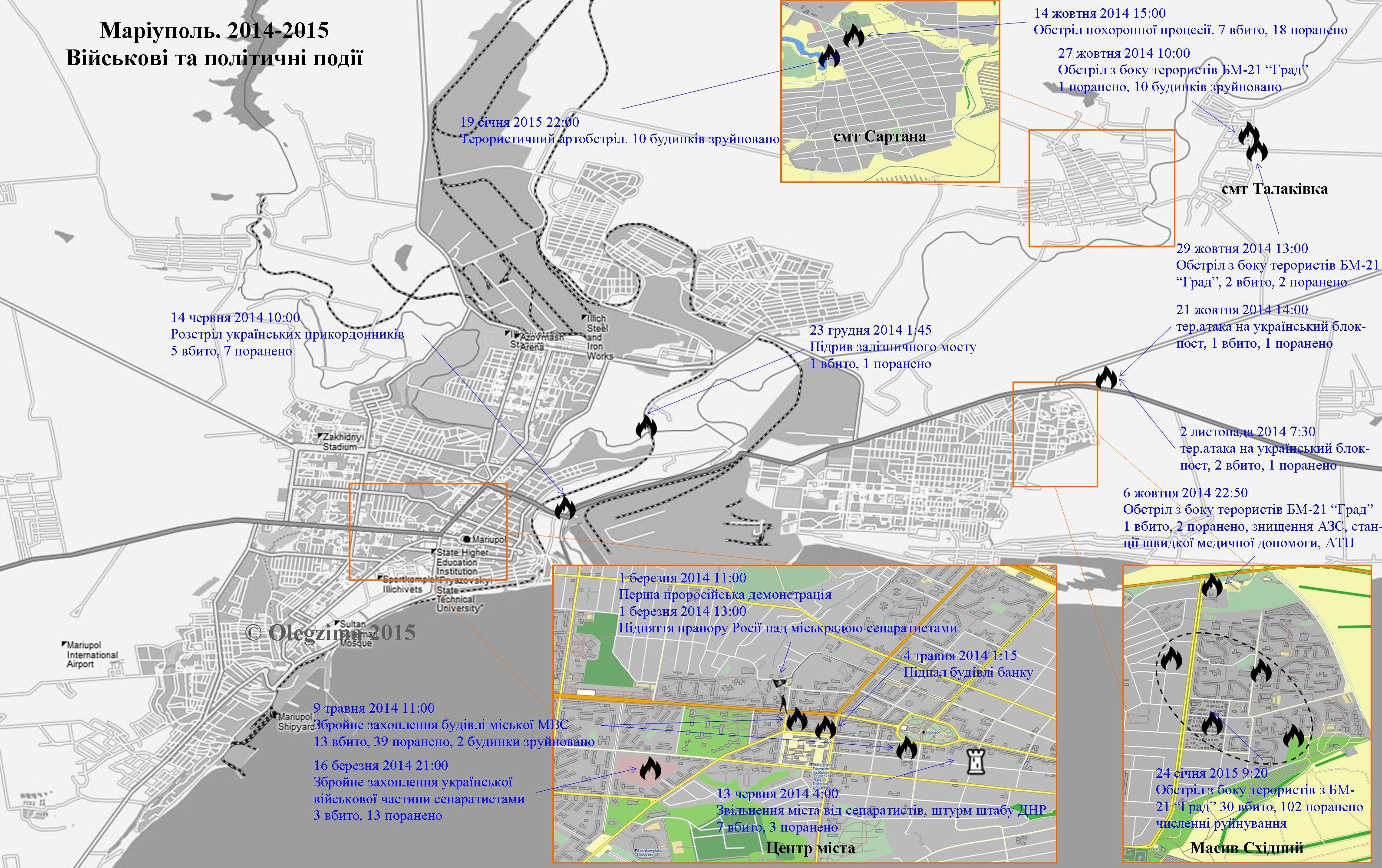
Маріуполь. 2014—2015. Військові та політичні події

В травні Маріуполь був оточений і блокований Силами АТО. Було виставлено 10 блок-постів навколо міста. 6-9 травня відбулась перша спроба провести операцію зі звільнення міста від сепаратистів. Сили АТО складались з 20-го БТрО, 72-ї ОМБр, батальйону МВС «Азов». Спецоперація провалилась, українські підрозділи зазнали втрат.
13 червня місто було остаточно звільнене від сепаратистів. У спецоперації брали участь близько 150 бійців батальйонів «Азов», 2 роти батальйону «Дніпро-1» та 2 роти Національної гвардії, блок-пости на в'їздах до міста контролювали військові. Силам АТО протистояли від 60 до 80 озброєних бойовиків.
Поновились активні бойові дії в Секторі «Маріуполь» в кінці серпня з початком наступу російських і терористичних військ на Новоазовськ. З того часу почалась оборона Маріуполя, яка триває дотепер. Після активного наступу у вересні терористи і російська армія зайняли рубежі біля Маріуполя. Це давало змогу їм обстрілювати саме місто.
Після підписання мінських домовленостей у Секторі «Маріуполь» наступальних операцій жодна сторона не проводила. Проте перемир'я не заважало терористам і російським військам обстрілювати Маріуполь. Внаслідок обстрілу бойовиків 24 січня 2015 року 26 людей загинуло.
Після відновлення бойових дій українські підрозділи в ході контрнаступу 10 лютого змогли зайняти позиції по лінії Широкине-Комінтернове-Павлопіль. В наступі брали участь полк «Азов», частини ЗСУ, підрозділи МВС. Окрім зазначених селищ було звільнено Лебединське, Бердянське. В ході контрудару бойовиків було втрачено контроль над частиною с. Широкине. Після оголошення 15 лютого перемир'я в с. Широкине продовжуються бої.